# Луперкалії
Луперка́лії (лат. Lupercalia від lupus — «вовк») — свято  на честь бога Фавна в його значенні Луперка, що його встановили, за переказом, Ромул і Рем. Воно відзначалося з 13 по 15 лютого, кульмінація ж припадала на 15 число. Під час Луперкалій приносили в жертву цапів та кіз. Також жертвою був солоний пиріг, який готували Весталки. При офіруванні жерці-луперки доторкалися скривавленими ножами до чола двох юнаків, які стояли біля жертовника, потім стирали плями крові вовною, вимоченою в молоці, після чого вони повинні були сміятися. Далі відбувався жертовний бенкет, після якого із шкур забитих тварин жерці вирізали паски і, повністю голими або ж надягнувши фартухи, виготовлені з цих шкур, виходили з храму. Вони починали бігати навколо Палатинського пагорба проти годинникової стрілки і всіх, кого зустрічали, вдаряли пасками. Одружені жінки охоче дозволяли себе стьобати, вважаючи, що це лікує їх від безпліддя або допоможе у пологах.. Паски луперкалій називались фебруа, звідси назва місяця фебруарій — лютий[джерело?].

## Історія
За словами самих римлян, Луперкалії запровадив легендарний герой Евандер, що прийшов з області у центрі Пелопонесського півострова під назвою Аркадія. Таким чином він відновив релігійне свято своєї Батьківщини. Також цьому чоловіку приписували принесення грецького пантеону богів, законів, а також алфавіту до Італії, де він заснував місто Палланцій, на місці, де у майбутньому стоятиме Рим, за 60 років до  Троянської війни. Цю історію також підтверджують такі грецькі вчені, як Діонісій Галікарнаський та Плутарх у своїх творах. 
Луперкалії мають деякі спільні елементи з фаліскським культом Хірпі Сорані («вовки Сорана», від сабінського hirpus «вовк»), який практикувався на горі Соратте.
Описи свята Луперкалій 44 року до н.е. свідчать про те, що воно безперервно святкувалося з моменту свого створення. Наприклад, під час Луперкалій Марк Антоній запропонував золоту корону Юлію Цезарю, але він публічно відмовився від коронації. Печера Луперкаль була відновлена або перебудована Августом, і, як припускають, вона ідентична гроту, виявленому в 2007 році на глибині 15м нижче залишків резиденції Августа. Але вчені виявили, що це не Луперкаль, а німфей.  Ot Ще одним свідченням довгої історії свята є згадки про фестиваль Луперкалій, відзначений у календарі 354 року разом із традиційними та християнськими святами.
Незважаючи на заборону в 391 році всіх нехристиянських культів і свят, Луперкалії були одним з останніх, скасованих церквою. У листі папи Геласія I повідомляється, що в Римі під час його понтифікату (період між 492 і 496 роками) все ще проводилися Луперкалії, хоча до цього часу населення вважалося, принаймні номінально, християнським. У 495 році Геласій написав цей лист до Андромаха, принцепса Сената, в якому дорікав йому за участь християн у святі. Також він виступав за те, щоб скасувати свято за допомогою сили, але сенат запротестував, сказавши, що Луперкалії важливі для покращення добробуту та безпеки населення Риму. Після цього Геласію довелося відступити
Достовірно не відомо, чи зміг Геласій скасувати Луперкалії того року, або що він, чи будь-який інший прелат, замінив їх на свято Очищення Пресвятої Діви Марії. Літературна асоціація між Луперкаліями та романтичними елементами всім відомого свята День святого Валентина сходить до англійського поета Джеффрі Чосера та поетичних традицій, куртуазного кохання. 

## Складові частини

### Місце проведення свята
Обряди проводилися у печері Луперкаль та Палатинському пагорбі, які були центральними місцями в міфі про заснування Риму. Біля печери стояло святилище, присвячене богині годування грудьми на ім'я Руміна, а також дика фіга, до якої Ромул і Рем були відведені богом річки Тибр, якого звали Тиберін; деякі римські джерела називають дике фігове дерево caprificus, буквально «козяча фіга».

### Луперки
У Луперкалій були власні жерці, їх називали Луперки («брати вовка»), заснування братства та створення його обрядів приписували або герою аркадської культури Евандеру, або Ромулу та Рему. Луперки були молодими людьми, як правило, у віці від 20 до 40 років. Вони об'єдналися у дві релігійні колегії  по дванадцять членів на основі походження: квінктіліани (названі на честь роду Quinctia) і фабіани (названі на честь роду Fabia ). Кожну колегію очолював магістр. На основі деяких уривків Лівія. зазвичай вважалося, що луперки Фабіані походили з Квіріналу, а Квінціалі — з Палатину, але це заперечує Дюмезіль, для якого недостатньо підстав робити такий висновок. Також тому, що обряди Луперкалій тісно пов’язані лише з Палатинським пагорбом, а не з Квіріналом.
У 44 році до нашої ери на честь Юлія Цезаря було засновано третій коледж, Юліанський. Його першим магістром був Марк Антоній. Колегія Юліані була розпущена, або припинила свою дію після вбивства Юлія Цезаря, і не була відновлена в ході реформ його наступника Октавіана Августа. У республіканську епоху Луперків обирали серед молодих патриціїв, але від Августа і далі це вважалося недоречним, і тому під час Римської імперії лише молоді чоловіки, що належали до еквітів, брали участь у святі.

## У мистецтві